# رودخانه کونیا
رودخانه کونیا (به انگلیسی: Kunya River) رودخانه‌ای است که در روسیه جریان دارد.